# Francisco Remolins
Francisco kardinal Remolins, španski rimskokatoliški duhovnik, nadškof in kardinal, * 1462, Lérida, † 5. februar 1518, Sorrento.
Leta 1501 je postal nadškof Sorrenta, 31. maja 1503 pa še kardinal.